# Shu Takumi
Shu Takumi (巧 舟 Takumi Shū?,  född den 2 maj 1971) är en japansk datorspelsutvecklare som arbetar på Capcom, främst med spelen i Ace Attorney-serien, som han designade, regisserade och skrev manus för fram till och med det tredje spelet, Trials and Tribulations (2004). Han hade även en roll som supervisor för manuset och speldesignen i det fjärde spelet, Apollo Justice (2007).
Utöver sina roller som spelutvecklare har han röstskådespelat figuren Phoenix Wright i de fyra första Ace Attorney-spelen på japanska, samt komponerat och skrivit text till några datorspelsrelaterade låtar för Capcom.

## Verk

### Datorspelsutveckling
- Gakkou no Kowai Uwasa: Hanako-san ga Kita!! (1995)
- Resident Evil 2 (1998)
- Dino Crisis (1999) - huvudplanerare
- Dino Crisis 2 (2000) - regissör
- Phoenix Wright: Ace Attorney (2001)[3] - planering/scenario/regissör
- Phoenix Wright: Ace Attorney: Justice for All (2002)[3] - planering/scenario/regissör
- Phoenix Wright: Ace Attorney: Trials and Tribulations (2004)[3] - planering/scenario/regissör
- Apollo Justice: Ace Attorney (2007) - supervisor för manus och speldesign
- Ghost Trick: Phantom Detective (2010)[4] - speldesigner/scenario/regissör
- Ultimate Marvel vs. Capcom 3 (2011)[5]
- Professor Layton vs. Phoenix Wright: Ace Attorney (2012)[6] - speldesigner/scenario/regissör
- The Great Ace Attorney: Adventures (2015)[7] - regissör

### Röstskådespeleri
- Phoenix Wright: Ace Attorney (2001) - Phoenix Wright
- Phoenix Wright: Ace Attorney: Justice for All (2002) - Phoenix Wright
- Phoenix Wright: Ace Attorney: Trials and Tribulations (2004) - Phoenix Wright
- Apollo Justice: Ace Attorney (2007) - Phoenix Wright

### Musik
- Apollo Justice: Ace Attorney (datorspel, 2007)
  - "Loving Guitar's Serenade" - text och musik
  - "Lamiroir ~ The Landscape Painter in Sound" - musik (instrumental)
- Gyakuten Saiban Tokubetsu Houtei 2008 Orchestra Consert: Gyakuten Meets Orchestra[b] (album, 2008)
  - "Oo-Edo Senshi Tonosaman no Uta"[c] - text. Ursprungligen en instrumental låt från datorspelet Phoenix Wright: Ace Attorney.
- "Boku wa Missile" (ボクはミサイル Boku wa Misairu?, "Jag är Missile") (2013)[8] - text och musik

## Fotnoter